# Lorenzo Girolamo Mattei
Lorenzo Girolamo Mattei (Roma, 28 de maio de 1748 - Roma, 24 de julho de 1833) foi um cardeal italiano.

## Biografia
Nasceu em Roma em 28 de maio de 1748. Segundo dos quatro filhos do príncipe Girolamo Mattei e sua segunda esposa, Maria Caterina Altieri. Os outros irmãos eram Alessandro Mattei (cardeal, 1779), Carlo Maria Mattei (cônego da basílica patriarcal do Vaticano); e Maria Eugenia (freira em Regina Coeli. O príncipe Girolamo teve um filho, Giuseppe (quarto duque de Giove), de sua primeira esposa Anna Maria Falconieri. Sobrinho dos cardeais Luigi Mattei (1753); e Vincenzo Maria Altieri (1777). Outros cardeais da família Mattei foram Girolamo Mattei (1586); Gaspare Mattei (1643); Orazio Mattei (1686); e Ruggero Luigi Emidio Antici Mattei (1875). Outro cardeal da família Altieri foi Giovanni Battista Altieri, Sr. (1643).
Recebeu o título de doutor in utroque iuris, tanto em direito civil quanto em direito canônico, por graça especial de Sua Santidade, em 29 de dezembro de 1801.
Cônego da basílica patriarcal do Vaticano em 1771; ele manteve esta posição até sua morte.
Ordenado em 13 de junho de 1772. Referendário dos Tribunais da Assinatura Apostólica da Justiça e da Graça. Prelado doméstico de Sua Santidade, 1787. Secretário da SC de Indulgências e Relíquias Sagradas. Cânone da basílica patriarcal de Latrão. Secretário da SC da Visita Apostólica.
Eleito patriarca latino titular de Antioquia em 27 de setembro de 1822. Consagrado em Roma em 29 de setembro de 1822 pelo cardeal Giulio Maria della Somaglia, bispo de Ostia e Velletri, decano do Sacro Colégio dos Cardeais, coadjuvado por Gianfrancesco Falzacappa, arcebispo titular de Atena e secretário da SC do Concílio, e por Antonio Baldini, arcebispo titular de Neocesarea em Ponto e deputado dos mosteiros de Roma. Em 1826, ele recusou a nomeação para arcebispo de Ferrara.
Criado cardeal sacerdote no consistório de 15 de abril de 1833; recebeu o chapéu vermelho em 18 de abril de 1833; morreu antes do consistório para a atribuição do título que foi realizado em 29 de julho de 1833.
Morreu em Roma em 24 de julho de 1833, à tarde. Exposto e enterrado na igreja de S. Maria in Aracoeli, no túmulo de sua família.